# Netherlands Heart Journal
Netherlands Heart Journal is een internationaal, aan collegiale toetsing onderworpen wetenschappelijk tijdschrift op het gebied van de cardiologie. Vanaf de oprichting in 1986 tot 1993 heette het Nederlands tijdschrift voor cardiologie, en van 1994 tot 2001 Cardiologie. Het wordt uitgegeven door Bohn Stafleu van Loghum en verschijnt maandelijks.